# Toni Innauer
Anton »Toni« Innauer, avstrijski smučarski skakalec in trener, * 1. april 1958, Bezau, Vorarlberg, Avstrija.
Innauer je nastopil na dveh zimskih olimpijskih igrah, v letih 1976 v Innsbrucku, kjer je osvojil naslov olimpijskega podprvaka na veliki skakalnici, in 1980 v Lake Placidu, kjer je osvojil naslov olimpijskega prvaka na srednji skakalnici. Na Svetovnem prvenstvu v smučarskih poletih 1977 na letalnici Vikersundbakken je postal svetovni podprvak. Leta 1975 je zmagal na Pokalu Kongsberg v Planici. Leta 1976 je na Letalnici Heini Klopfer dvakrat postavil svetovni rekord v smučarskih skokih, s 174 in 176 metri, slednji je veljal do leta 1980. Med letoma 1989 in 1992 ter 2001 in 2002 je bil glavni trener avstrijske skakalne reprezentance.
Tudi njegov sin Mario je smučarski skakalec.